# Куликовский, Пётр Григорьевич
Пётр Григо́рьевич Кулико́вский (13 июня 1910, Киев, Российская империя — 4 ноября 2003, Москва, Россия) — советский астроном. Основные научные работы относятся к звёздной астрономии (переменные, двойные, сверхновые звёзды) и истории астрономии.

## Биография
Родился в Киеве 13 июня 1910 года. Отец Григорий Григорьевич — военный врач, из старинного польского дворянского рода, один из зачинателей космической медицины в СССР. Мать — Жанна Николаевна, француженка, медсестра в Первую мировую войну, художница. До поступления в МГУ он окончил московское музыкальное училище им. М. М. Ипполитова-Иванова по классу фортепиано и всю свою жизнь не оставлял занятий музыкой, получив среди коллег уважение как блестящий пианист и талантливый композитор. Кроме того, он блестяще владел европейскими языками.
С середины 1930-х годов студентом начал работать на Астрономической обсерватории МГУ. В 1938 году окончил механико-математический факультет МГУ. По окончании стал научным сотрудником ГАИШ и проработал там более полувека до выхода на пенсию. С 1940 года также преподавал в Московском университете.
Пётр Григорьевич изучал кометы, внегалактические туманности, а солнечное затмение 19 июня 1936 года он исследовал с борта субстратостата на высоте 9500 м. Соавтор (с В. Б. Никоновым) первого советского звёздного электрофотометра (1936—1937). Один из пионеров применения в СССР фотоэлектрических методов в астрономии. Одним из первых занялся исследованием статистики сверхновых звёзд и в конце 1930-х дал их классификацию. В 1940 году исследовал K-эффект в Галактике, в частности подтвердил существование потока Скорпиона — Центавра по B-звёздам. В годы Великой Отечественной войны работал в службе времени ГАИШ в Свердловске, обеспечивая нужды фронта и тыла точным временем. В 1950—1951 годах совместно с Б. В. Кукаркиным обнаружил и изучил связь морфологических характеристик цефеид и других переменных звёзд с их распределением в звёздных системах, что открывало путь к исследованию структуры и эволюции, прежде всего, нашей Галактики. Среди классических методов вычисления элементов орбит двойных звёзд есть и метод Куликовского.
С 1952 года был активным членом МАС, работал в Комиссии № 26 (переменные звёзды) и был одним из инициаторов создания специализированного международного журнала «Information Bulletin on Variable Stars» МАС. Многие годы Петр Григорьевич сотрудничал в редколлегии международного журнала «The Journal for the History of Astronomy», издаваемого английским историком астрономии М. Хоскином (Michael Hoskin). Куликовский автор книг о М. В. Ломоносове и П. К. Штернберге, статей о Н. Копернике, Я. Гевелии, С. Н. Блажко, статей по истории советских и зарубежных обсерваторий (грузинской в Абастумани, древнекитайской и других).
В 1955 году было начато издание сборника «Историко-астрономические исследования» (ИАИ), в первых 11 выпусках которого (1955—1972) Куликовский был ответственным редактором. С именем Куликовского связано становление в СССР систематических исследований по истории астрономии. Он был инициатором создания Комиссии по истории астрономии Астрономического совета АН СССР и в течение многих лет её бессменным руководителем. В 1958—1964 годах он был президентом Комиссии № 41 «История астрономии» Международного астрономического союза. Под его редакцией в 1962—1984 годах издавались по заданию МАС наиболее представительные библиографические указатели «Избранная библиография литературы по истории астрономии» (составитель — главный библиограф научной библиотеки им. А. М. Горького МГУ Н. Б. Лаврова). П. Г. Куликовский был членом Редколлегии Реферативный журнал «Астрономия» ВИНИТИ РАН.
Куликовский — доцент Астрономического отделения физического факультета МГУ, читал в курсы по звездной астрономии и истории астрономии, спецкурс «Двойные звёзды», заведовал (1977—1978) кафедрой звездной астрономии и астрометрии. Куликовский — автор свыше 150 работ по астрономии и истории астрономии, а также ряда учебников. Ему принадлежит также ряд музыкальных пьес, среди которых реквием памяти крупнейшего американского астронома Отто Людвига Струве. Имя Петра Григорьевича Куликовского присвоено малой планете 2497 Kulikovskij (1977 PZ1).
Уйдя на пенсию в 1986 году, он продолжал трудиться дома над книгами и статьями. Умер 4 ноября 2003 года в Москве. Прощание состоялось в четверг, 6 ноября, в 13:50 в крематории Митинского кладбища. Прах захоронен на Ваганьковском кладбище.

## Публикации

### Книги
- Ломоносов — астроном и геофизик. — 2-е изд. 1961, 3-е изд. 1986.
- Павел Карлович Штернберг, 1865-1920. — 1-е изд. 1951?, 2-е изд. 1987?. — М.: Наука.
- Практические работы по звёздной астрономии (соавтор). — 1971.
- Астрономический календарь. Постоянная часть (соавтор). — 1973.
- Звёздная астрономия. Учебное пособие для вузов. — 1-е изд. 1978, 2-е изд. 1985. — М.: Наука.
- Справочник любителя астрономии. — 1-е изд. 1947, 2-е изд. 1949, 3-е изд. 1961, 4-е изд. 1971, 5-е изд. 2002. — Едиториал УРСС. — ISBN 5-8360-0303-3.
- Исследования по истории астрономии. В кн. «Развитие астрономии в СССР. 1917-1967». — М.: АН СССР, 1967.
- П. Г. Куликовский, В. Г. Селиханович. История астрономии и геодезии. — М.: АН СССР, 1968.

### Статьи в журнале «Земля и Вселенная»
Рецензии в рубрике «Книги о Земле и небе»
- Интересные страницы истории астрономии (рецензия «Историко-астрономические исследования») — 1965, № 4
- Жив, курилка! (рецензия «Историко-астрономические исследования». Вып. IX) — 1966, № 3
- Астрономия и космонавтика (рецензия «Астрономия и космонавтика. Краткий хронологический справочник», Селешников С. И.) — 1968, № 2
- Астрономия в картинках (рецензия «Астрономия в картинках», Левин Б. Ю., Радлова Л. Н.) — 1968, № 5
- Бюллетеню «Переменные звёзды» — 40 лет! (обзор) — 1969, № 2
- Вперёд, в глубины Вселенной (рецензия «В глубины Вселенной», Ефремов Ю. Н.) — 1974, № 3
- Звёздные атласы Михайлова (рецензия «Звёздные атласы Михайлова», Михайлов А. А.) — 1975, № 6

Другие статьи
- Из истории советской астрономии. Фотодокументы. Хроника. 1917—1921 — 1967, № 1
- Из истории советской астрономии. Фотодокументы. Хроника. 1921—1930 — 1967, № 2
- Из истории советской астрономии. Фотодокументы. Хроника. 1930—1940 — 1967, № 3
- Из истории советской астрономии. Фотодокументы. Хроника. 1940—1950 — 1967, № 4
- Из истории советской астрономии. Фотодокументы. Хроника. 1950—1967 — 1967, № 5, № 6
- Полувековой юбилей Международного астрономического союза — 1970, № 1
- Краткая хронология советской астрономии — 1987, № 6